# لودویگ دوپال
لودویگ دوپال (انگلیسی: Ludwig Dupal؛ زادهٔ ۱۷ آوریل ۱۹۱۳) بازیکن فوتبال اهل چکسلواکی بود.
از باشگاه‌هایی که در آن بازی کرده‌است می‌توان به باشگاه فوتبال فاستاو زلین و باشگاه فوتبال سوشو اشاره کرد.